# Гусятница Лиза

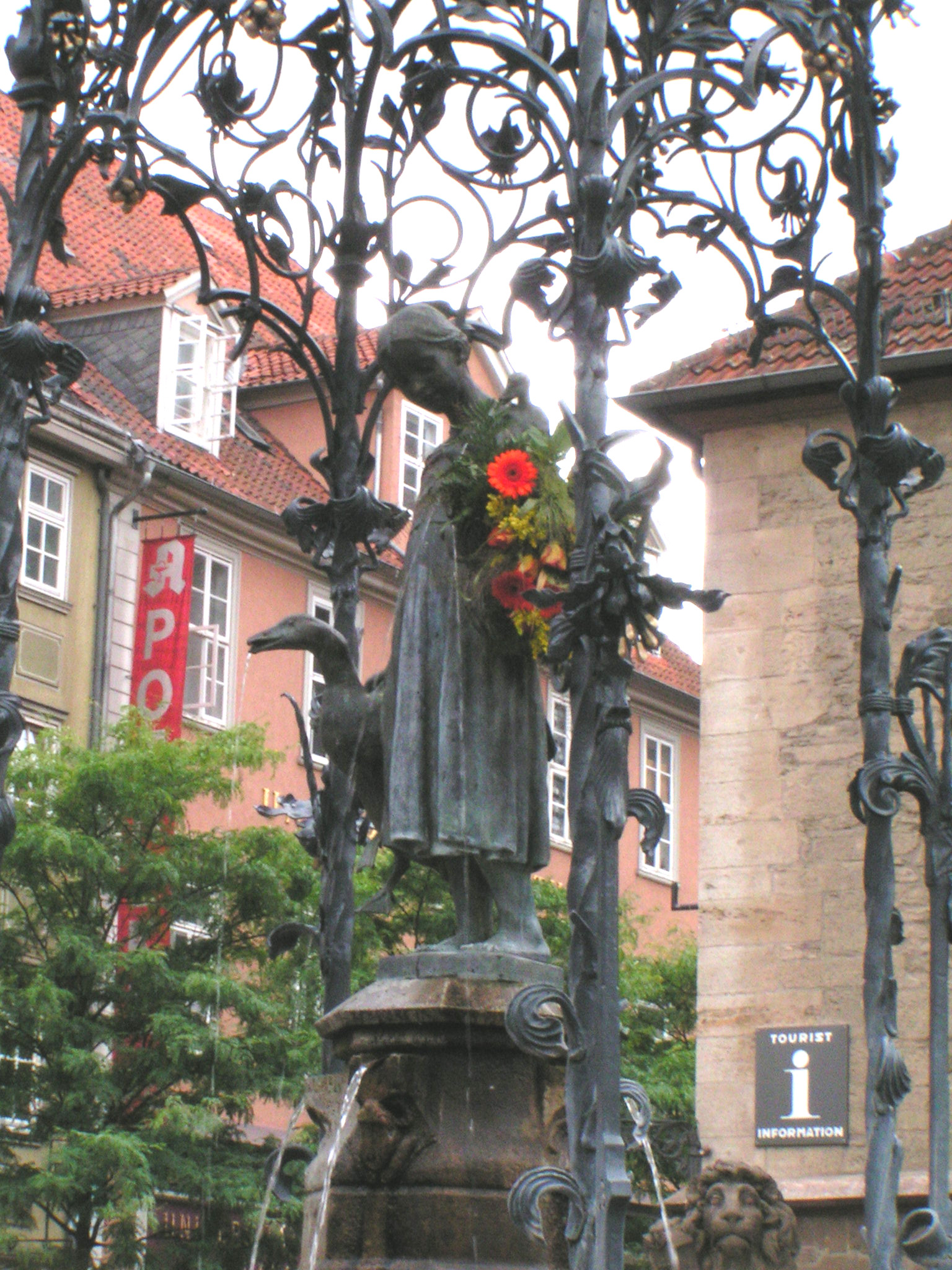
Γусятница Лиза

Γусятница Лиза из Гёттингена (нем. Göttinger Gänseliesel) — фонтан, установленный в 1901 году перед ратушей Гёттингена, Германия. Является известным традиционным символом студентов Гёттингенского университета.

## Описание
Созданная в 1901 году фигурка несущей трёх гусей девочки в национальном костюме, размещённая перед зданием ратуши, стоит под ажурным балдахином из сплетённых веточек на пьедестале, из-под которого стекают струи воды в бассейн фонтана. Фигура из бронзы — произведение скульптора Пауля Ниссе, фонтан построен по проекту архитектора Генриха Штекгардта.

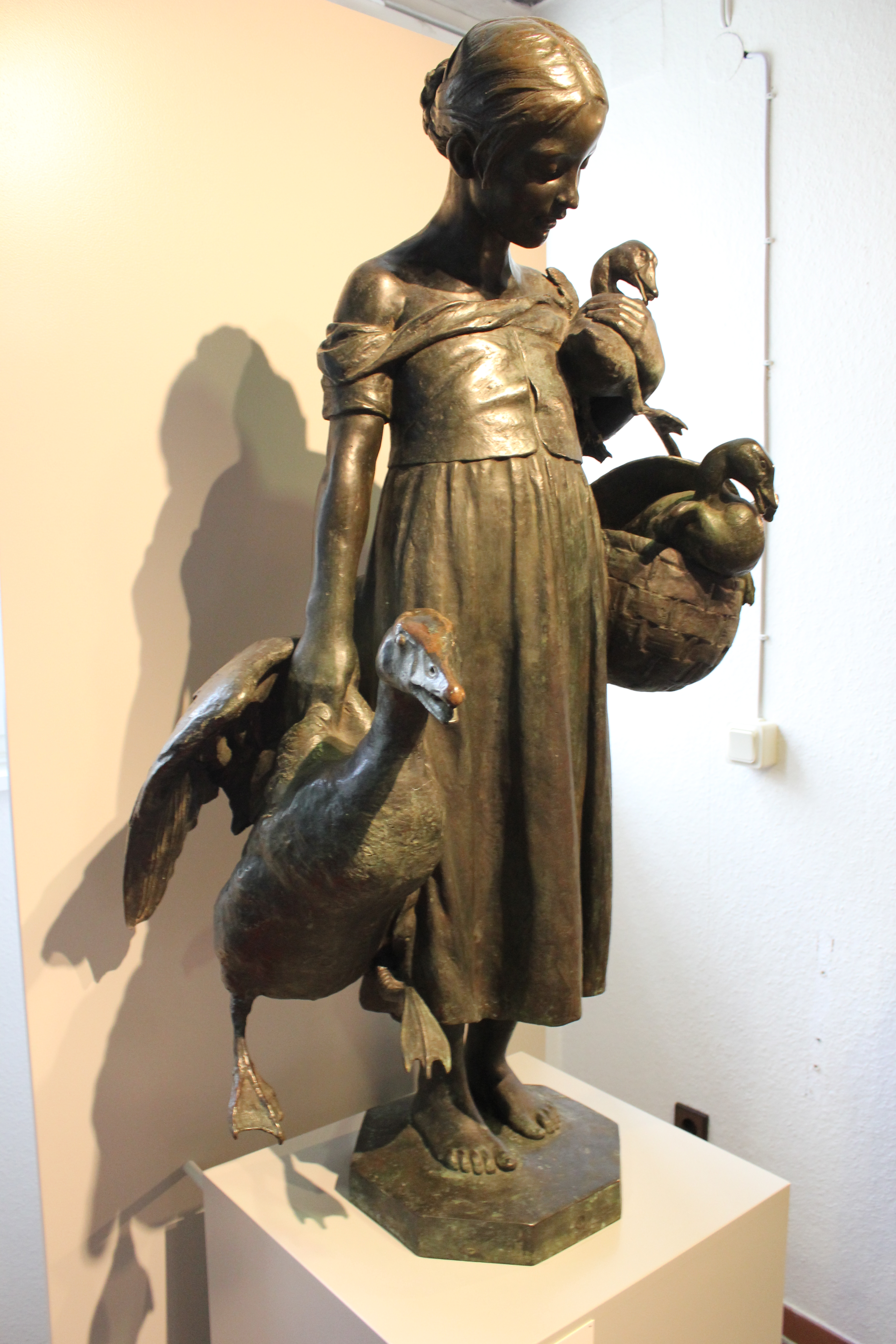
Γусятница Лиза (оригинал)

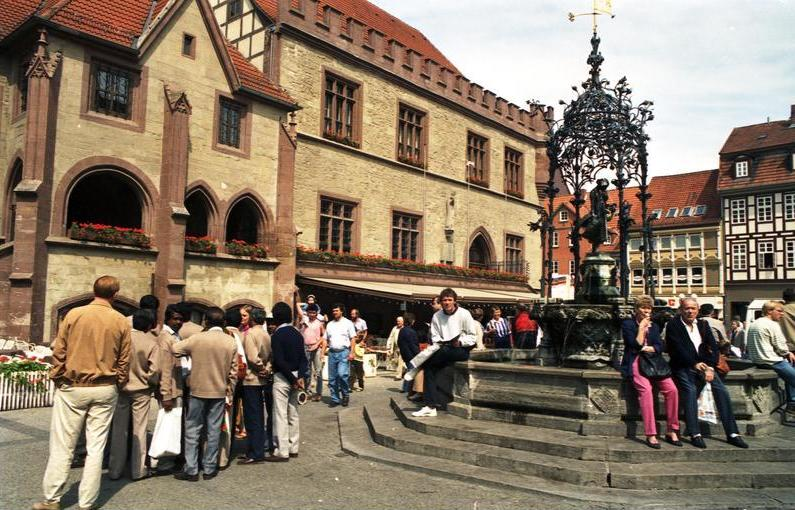
Γусятница Лиза перед зданием ратуши

В 1898 году муниципальный совет города Гёттинген при перестройке фонтана на рыночной площади объявил о соревновании, по результатам которого «Гусятнице Лизе» жюри присудило второе место. Первое место получил проект «В духе прошлого/Фонтан добродетели», авторами которого были К. Мейс и Х. Йейс. После распределения мест жителям Гёттингена был предоставлен случай высказать своё мнение. И, в конце концов, после долгого обсуждения в городском парламенте, 8го июля 1901 года была установлена фигура «Гусятница Лиза», но торжественное открытие так и не было проведено.
Фигура является копией оригинала, перенесенного в 1990 году в музей города.
«Γусятница» является неотъемлемым элементом традиций гёттингенских студентов. Раньше студенты после принятия в круг студентов взбирались на пьедестал, чтобы поцеловать лицо девочки, и так как это шумное празднование происходило достаточно часто, 31 марта 1926 года было опубликовано административное распоряжение, согласно которому за вскарабкивание на фонтан рыночной площади и целование «Лизы с гусями» налагался штраф.
Несоблюдение этого распоряжения студентами привело в 1926 году к «Процессу о целовании». После того, как кандидат юридических наук граф Хенкель фон Доннерсмарк был пойман на месте преступления, ему пришлось заплатить штраф размером в 10 имперских марок. Студент обжаловал дисциплинарное взыскание и требовал от суда «снять запрет на целование бронзовых губ», но он потерпел неудачу, как в участковом суде Гёттингена, так и в Берлинском апелляционном суде. Запрет на целование официально действовал и далее, но на него едва обращали внимание, поэтому «Гусятница Лиза» из Гёттингена считается самой целуемой девушкой мира. Правда, в последние десятилетия из тех, кто целует «Гусятницу Лизу», нет только что зачисленных студентов, но зато есть докторанты, которые приходят после их успешно сданного экзамена. К тому же «Гусятнице Лизе» преподносится букет цветов.
По поводу 100-летнего юбилея городской совет официально снял запрет на целование «Гусятницы Лизы» только на один этот день.
Похожие фигуры Гусятницы находятся также в других городах Германии: Монхайм-на-Рейне, Ганновер, берлинском районе Вильмерсдорф и в саксонском городе Крайша.